# Tony Gowland
Anthony "Tony" Gowland, född den 13 maj 1945 i London, är en brittisk tidigare tävlingscyklist som var professionell från 1968 till 1978. Hans främsta meriter uppnådde han på bana där hann vann Montreals sexdagars 1971 (med Gianni Motta) och Londons sexdagars 1972 (med Patrick Sercu), samt blev brittisk mästare i madison 1969 och 1970 (båda gångerna i par med Trevor Bull).

## Meriter
| 1968 2:a i sprint 1969 Brittisk mästare i Madison med Trevor Bull 1970 Brittisk mästare i Madison med Trevor Bull 1971 3:a i Madison med Trevor Bull 3:a i stayer 1972 3:a i sprint | 1970 2:a i Londons sexdagars med Sigi Renz 1971 Vinnare av Montreals sexdagars med Gianni Motta 2:a i Londons sexdagars med Alain Van Lancker 1972 Vinnare av Londons sexdagars med Patrick Sercu 1974 3:a i Londons sexdagars med Sigi Renz 1975 2:a i Londons sexdagars med Wilfried Peffgen |